# Jacques de Rohan-Chabot
Jacques Fernand, hrabia Rohan-Chabot (ur. 5 marca 1889 w Paryżu, zm. tamże 9 grudnia 1958) – francuski odkrywca, prezes Francuskiego Czerwonego Krzyża. 

## Życiorys
Był synem Auguste'a Fernanda de Rohan-Chabot, hrabiego Jarnac, i wnukiem polityka Jacques'a Orly'ego (1833–1901). W 1911 roku, w wieku 22 lat, przewodził misji naukowej w Angoli i Rodezji (obecnie Zimbabwe) pod egidą Paryskiego Towarzystwa Geograficznego. Celem wyprawy było zbadanie dorzecza górnego biegu Zambezi oraz rzek Okawango, Kwilu i Kuando. Rohan-Chabot poznał wtedy wielu członków oddziału generała Roberta Bourgeois, którzy powrócili wtedy świeżo z Ekwadoru. Byli wśród nich geodeta Georges Perrier (1872–1946) i etnolog Paul Rivet (1876–1958). 
Wraz z innymi badaczami wyruszył z miasta Moçâmedes nad Oceanem Atlantyckim na przełomie maja i czerwca 1912 roku i przez kilka miesięcy badał dolinę rzeki Kunene. Następnie, już w roku 1913, podzielił misję na dwie grupy, które prowadziły badania niezależnie, a łączyły się jedynie w celu przekroczenia trzech większych rzek: Kwilu (w czerwcu 1913), Kuando (w lipcu 1913) i Zambezi (w grudniu 1913). Misja przebyła w ten sposób siedem tysięcy kilometrów i wykonała wiele obserwacji geodezyjnych, geograficznych, meteorologicznych, etnologicznych oraz dotyczących pola magnetycznego Ziemi. Jedynie botanika i zoologia tych terenów nie były przedmiotem badań z uwagi na wcześniejsze opracowania na ten temat. 
W 1914 roku Rohan-Chabor powrócił do Francji i przywiózł ze sobą znaczne ilości danych oraz liczne zdjęcia ludów napotkanych podczas misji, która później okazała się jednym z największych przełomów w nauce początku XX wieku. 
Rohan-Chabot miał swoje zasługi podczas pierwszej wojny światowej, za co otrzymał Krzyż Wojenny oraz Order Narodowy Legii Honorowej (13 lipca 1918). 
W kwietniu 1944, gdy był prezesem Francuskiego Czerwonego Krzyża, został aresztowany przez Niemców pod zarzutem szpiegostwa i działania w ruchu oporu. Został zwolniony za wstawiennictwem premiera Pierre'a Lavala. 
Ożenił się z siostrzenicą urzędnika Thierry'ego d'Alsace de Hénin-Liétarda, był teściem Thierry'ego de Clermont-Tonnerre'a.